# Sepp Piontek
Josef « Sepp » Emanuel Hubertus Piontek, plus connu sous le nom de Sepp Piontek, né le 5 mars 1940 à Breslau en Allemagne, actuellement Wrocław en Pologne, est un ancien joueur international puis entraîneur de football allemand.

## Biographie
Sepp Piontek est le fils de Leonard Piontek, joueur de football et international polonais entre 1937 et 1939. Après la Deuxième Guerre mondiale, la famille s'installe à Leer en Frise orientale au Nord de l'Allemagne. En 1949, Sepp Piontek commence à jouer au football au VfL Germania Leer, lors de la saison 1959-1960 il se fait remarquer dans la région par ses qualités de buteur. Pour la saison 1960-1961, il obtient un contrat professionnel au Werder Brême qui évolue en Oberliga Nord, en ce temps le plus haut niveau du football allemand. Sepp dispute son premier match à ce niveau le 30 octobre 1960 lors d'un match nul 0 à 0 chez l'ASV Bergedorf 85. Sepp Piontek qui démarre en tant qu'avant centre change souvent de poste pendant la saison pour se retrouver à la fin en défense. Le Werder Brême termine cette saison vice-champion en Oberliga Nord et est qualifié pour la phase finale du championnat, Sepp dispute les six matchs de poule mais ne se qualifie pas pour la finale du championnat, Brême termine à la deuxième place derrière le 1. FC Nuremberg futur champion d'Allemagne mais remportera la Coupe d'Allemagne le 13 septembre 1961.
La saison suivante Brême dispute la Coupe d'Europe des vainqueurs de coupe de football 1961-1962, Piontek et les siens seront éliminés en quart de finale contre le futur vainqueur l'Atlético de Madrid.
Avant la création de la Bundesliga en 1963, Piontek sera trois fois vice-champion d'Oberliga Nord. Il participe à la saison inaugurale de la Bundesliga comme arrière droit. La saison suivante en 1964-1965 le Werder Brême remporte son premier titre de champion d'Allemagne. Piontek forme avec Horst-Dieter Höttges un duo de défenseurs intraitables, Piontek sera surnommé der Büffel (le buffle en français) et Höttges, Eisenfuss (pied d'acier). Le duo champion d'Allemagne sera tout naturellement incorporé en équipe d'Allemagne par Helmut Schön.
En 1967-1968 il sera vice-champion d'Allemagne, toujours avec le Werder Brême dont il sera resté fidèle jusqu'au bout de sa carrière de joueur en 1972, avec 278 matchs joués et 16 buts marqués. Il laisse une image d'un joueur professionnel exemplaire, aidée également par son acte de bravoure où il sauve en hiver un enfant tombé dans un étang gelé.  

### En équipe nationale
Dès sa première saison professionnelle en 1960-1961, il est repéré par l'entraineur national, Sepp Herberger, qui l'incorpore en septembre 1961 puis en mai 1962 avec les moins de 23 ans.
Le 13 mars 1965, il dispute son premier match sous les ordres d'Helmut Schön lors d'un match nul 1 à 1 contre l'Italie. Il participe aux matchs de qualification de la Coupe du monde de football 1966, mais le match de préparation contre l'Irlande, le 7 mai 1966, sera son dernier pour la Mannschaft, il ne sera pas retenu pour le tournoi en Angleterre.

### Carrière d'entraîneur
Lorsqu'il termine sa carrière de joueur en juin 1972, il officie déjà comme entraineur depuis octobre 1971. Il obtient son diplôme dans la foulée et entrainera le Werder Brême jusqu'en 1975. Pour la saison 1975-1976 il s'occupe du Fortuna Düsseldorf mais sera renvoyé à la fin de la saison. Il connaitra ensuite plusieurs stations, l'équipe nationale de Haïti, le FC St. Pauli qu'il doit quitter en 1979 car le club se voit retirer sa licence.
Le 1er juillet 1979, il s'engage avec le Danemark, parmi plusieurs concurrents il aurait été choisi pour sa mentalité du Nord de l'Allemagne proche de celle des Danois. Avant son arrivée, les joueurs nationaux étaient désignés par la fédération danoise, ce que Piontek refusa et s'imposa comme seul décideur. Sous sa direction, les Danois qui n'avaient jamais connu des compétitions majeures, participent à deux Championnats d'Europe des nations en 1984 (demi-finalistes) et 1988 et à une coupe du monde (Mundial 1986). Critiqué au début et représenté comme le dictateur allemand par la presse danoise, Piontek réussit à aligner une équipe tournée vers l'attaque et à créer le Champagne-Fotbold, son style de jeu est également appelé Danish Dynamite,.
Lors de l'Euro 1988, le Danemark se trouve dans le groupe de la mort en compagnie de l'Allemagne, le pays organisateur, l'Espagne et l'Italie. Les Danois perdront les trois matchs de poule et Piontek sera renvoyé. Il entraine ensuite l'équipe de Turquie et même en 1993, en parallèle, le club Bursaspor.
Il retourne au Danemark en 1995, pour entrainer Aalborg qu'il mènera en Ligue des Champions. De 1997 à 1999, il entraine un autre club danois, Silkeborg IF, puis épisodiquement l'équipe nationale du Groenland. Il arrête définitivement sa carrière en 2004.

## Vie privée
Sepp Piontek vit avec sa deuxième femme au Danemark, dans une interview il déclarera lors de son 80e anniversaire : « je suis 55 % Danois et 45 % Allemand ».

## Palmarès

### En club
- Coupe d'Allemagne : 1961 avec Werder Brême
- Championnat d'Allemagne :
  - Champion : 1965
  - Vice-champion : 1968

### Entraineur
- Championnat d'Europe de football 1984 : Demi-finaliste avec le Danemark
- Coupe du monde de football 1986 : Huitième de finale avec le Danemark

## Distinction
- 1986 : Ordre du Mérite de la République fédérale d'Allemagne